# Alas de mariposa
Alas de mariposa es el primer largometraje del director de cine Juanma Bajo Ulloa. Estrenada en 1991 y protagonizada por Sílvia Munt y Tito Valverde, la película fue galardonada con numerosos premios; entre ellos, el Goya a la mejor interpretación femenina protagonista para Munt.

## Argumento
Amanda, a la que todos llaman Ami (Laura Vaquero), es una niña de seis años, introvertida y especialmente sensible, dotada de un gran talento para el dibujo. Su madre, Carmen (Sílvia Munt), apenas le hace caso porque vive obsesionada con la idea de tener un hijo varón, ya que su padre, Alejandro (Txema Blasco), solo tuvo hijas y hermanas. El padre de Ami, Gabriel (Tito Valverde), no comparte el ansia de Carmen por engendrar un hijo, pero tampoco hace nada por intentar mejorar la relación entre madre e hija. Ami crece en una casa solariega con un gran jardín, rodeada de las torpes muestras de afecto de su padre, de la indiferencia casi total de su madre y el desprecio absoluto de su abuelo. 
Cuando Carmen queda embarazada, el temor a los posibles celos de Ami hacia el bebé, alimentado por un creciente sentimiento de culpa, impide a Carmen hacer partícipe de su embarazo a su hija, a la que ni siquiera permite que le toque el vientre; todo ello provoca que su relación con ella comience a deteriorarse día tras día. Además, poco antes de que Carmen dé a luz, Alejandro fallece repentinamente delante de la niña, lo que aumenta la brecha entre ambas aún más. 
Finalmente, llega el día del parto, y Carmen tiene el hijo varón que tanto desea; Ami, que no sabía nada del embarazo, se queda pasmada cuando la llevan al hospital para conocer a su hermano, que recibe el nombre de Alejandro en honor a su abuelo. 
Tras el nacimiento del bebé, los delirios de Carmen van en aumento, hasta el punto de golpear e insultar a Ami al creer que pretende hacer daño a su hermano. Gabriel intenta poner paz entre ambas y tranquilizar a su esposa, pero los temores de Carmen terminan cumpliéndose de la forma menos pensada: un día, imitando una escena de una película, Ami se cuela en la habitación del pequeño Alejandro y lo asfixia con un cojín en su cuna.
Trece años después de lo sucedido, la familia se ha trasladado a un pequeño apartamento en el centro.  Mientras que Gabriel, que es basurero, procura pasar el mayor tiempo posible trabajando, Ami (Susana García Díez) pasa el tiempo encerrada a oscuras en su cuarto, salvo las veces que sale al exterior para hacer recados, y Carmen, cuyo juicio se ha trastornado, se dedica a comer compulsivamente y a pelearse con su hija.
Harta de la situación en su casa, Ami decide huir a Jaén, donde vive una de sus antiguas compañeras del colegio; para ello, empieza a robar parte de la compra para quedarse el dinero y ahorrar lo suficiente para pagar el viaje. 
En una ocasión, justo después de uno de sus robos, Ami descubre que alguien la sigue hasta su casa: se trata de Gorka (Alberto Martín Aranaga), un joven simpático y atractivo de su edad que acaba de comenzar a trabajar con Gabriel. Desde el primer momento, Ami se siente atraída por él. 
Una noche, Ami va a buscar a su padre para llevarle la cena; al no encontrarlo, acepta acompañar a Gorka para visitar su buhardilla. Allí, Gorka viola a Ami a punta de cuchillo y la abandona a su suerte. Entretanto, tras enterarse por sus compañeros de que Gorka tiene antecedentes penales por violación, Gabriel va a buscar a su hija, pero se cruza con Gorka, que le golpea en la cabeza con una barra de hierro antes de huir. Ami regresa a su casa por su propio pie y llora amargamente en su cama sin que Carmen, que también llora porque adivina la causa de sus llantos, vaya a consolarla.
Varias semanas más tarde, Gabriel recibe el alta hospitalaria y es devuelto a su casa en estado vegetativo. Ami, a pesar del afecto que siente por su padre, retoma su plan de huida y se despide de él. Sin embargo, justo en el último momento, Carmen le hace una sorprendente petición: tocarle el vientre. 
El final de la película da a entender que Ami ha quedado embarazada de su violación y que el nuevo bebé podría suponer el comienzo de una nueva vida para ambas.

## Premios
Medallas del Círculo de Escritores Cinematográficos de 1990
| Categoría         | Persona           | Resultado |
| ----------------- | ----------------- | --------- |
| Mejor actriz      | Sílvia Munt       | Ganadora  |
| Premio revelación | Juanma Bajo Ulloa | Ganador   |

## Reparto
| Intérprete                 | Personaje            |
| -------------------------- | -------------------- |
| Silvia Munt                | Carmen               |
| Tito Valverde              | Gabriel              |
| Susana García Díez         | Amy                  |
| Laura Vaquero              | Amy niña             |
| Txema Blasco               | Abuelo               |
| Alberto Martín Aranaga     | Gorka                |
| Rafael Martín              | Lucio                |
| Olivia Sánchez             | Olivia               |
| Carmen Ruiz del Corral     | Maestra              |
| Txema Ocio                 | Lechero              |
| Elena Armengod             | Enfermera            |
| Eloy Beato                 | Enfermero            |
| Antonio de Miguel          | Enfermero            |
| Oier López de Munain       | Bebé                 |
| Kristina Barco             | Panadera             |
| José María Escobar         | Tendero              |
| Antonio                    | Basurero             |
| Karra Elejalde             | Vecino               |
| Eduardo Bajo Ulloa         | Cliente de panadería |
| Juanma Bajo Ulloa          | Doctor               |
| Ina Lüders                 | Mujer en TV          |
| Fernando Victoria de Lecea | Hombre en TV         |